# جبهه خودی
جبههٔ خودی یا جبههٔ داخلی (به انگلیسی: Homefront) فیلمی اکشن مهیج ۱۰۰ دقیقه‌ای به کارگردانی گری فلدر و با بازی جیسون استاتهام، جیمز فرانکو محصول سال ۲۰۱۳ کشور ایالات متحده است.

## داستان
این فیلم دربارهٔ یک مأمور سابق سازمان DEA است که به همراه خانواده اش به یک محله آرام نقل مکان می‌کنند اما بزودی با یک باند مواد مخدر درگیر می‌شوند که…